# Redheffer-matrix
In de wiskunde, is een Redheffer-matrix, bestudeerd door Raymond Redheffer 1921–2005, een binaire matrix waarvan de elementen {\displaystyle a_{ij}} gelijk aan 1 zijn als {\displaystyle j} door {\displaystyle i} kan worden gedeeld of als {\displaystyle j=1}. Anders is {\displaystyle a_{ij}=0}. De determinant van de n×n vierkante Redheffer-matrix is de mertensfunctie M(n)
De matrix hieronder is de 12 × 12 Redheffer-matrix.
{\displaystyle \left({\begin{matrix}1&1&1&1&1&1&1&1&1&1&1&1\\1&1&0&1&0&1&0&1&0&1&0&1\\1&0&1&0&0&1&0&0&1&0&0&1\\1&0&0&1&0&0&0&1&0&0&0&1\\1&0&0&0&1&0&0&0&0&1&0&0\\1&0&0&0&0&1&0&0&0&0&0&1\\1&0&0&0&0&0&1&0&0&0&0&0\\1&0&0&0&0&0&0&1&0&0&0&0\\1&0&0&0&0&0&0&0&1&0&0&0\\1&0&0&0&0&0&0&0&0&1&0&0\\1&0&0&0&0&0&0&0&0&0&1&0\\1&0&0&0&0&0&0&0&0&0&0&1\end{matrix}}\right)}